# Wuhan
Wuhan (xinès simplificat, 武汉; xinès tradicional, 武漢; pinyin, Wǔhàn) és la capital de la província de Hubei, República Popular de la Xina, i és la ciutat més poblada de la Xina Central. Se situa a l'est del pla de Jianghan, en la confluència dels trams mitjans del rius Iang-Tsé i Han. És una conurbació que inclou els antics centres de Wuchang, Hankou i Hangyang, actualment districtes. Se la coneix com el pas de les nou províncies, ja que és un important centre de transport, amb dotzenes de ferrocarrils, carreteres i autopistes que creuen la ciutat. Té el port fluvial més important de la Xina sobre el Iang-Tsé, al qual poden arribar vaixells de 10 000 tones. La ciutat rebé el nom de Wuhan per primera vegada el 1927. Durant la dècada de 1920, Wuhan va ser la capital del govern d'esquerres del Kuomintang (KMT) liderat per Wang Jingwei en oposició a Chiang Kai-shek. Actualment Wuhan es considera el centre polític, econòmic, financer, cultural, educatiu i de transport de la Xina Central. Té una població de més de 11 milions d'habitants (2018).
L'any 2020 es va fer coneguda fora de la Xina per ésser l'origen de la malaltia COVID-19, que provocà la pandèmia per coronavirus de 2019-2020. A la ciutat s'hi han establert nombroses restriccions de mobilitat i mesures de confinament com a quarantena des de gener de 2020.

## Geografia i clima
Wuhan se situa al mig de la província de Hubei, a l'est del pla de Jianghan i en la confluència dels trams mitjans dels rius Iang-Tsé i Han.
L'àrea metropolitana és constituïda per tres parts, Wuchang, Hankou i Hangyan, coneguda popularment com «Les tres ciutats de Wuhan» (d'on prové el nom de «Wuhan», creat per la combinació de «Wu» de la primera ciutat i «Han» de les altres dues). La unió d'aquestes tres ciutats ocorregué el 1927 creant-se per tant, Wuhan. Aquestes tres parts s'encaren les unes amb les altres a través dels rius i estan enllaçades per ponts, incloent-hi un dels primers ponts moderns de la Xina, conegut com el «Primer Pont». L'estructura geogràfica de la ciutat és simple, baixa i plana al mig i més elevada al sud, amb els rius Iang-Tsé i Han creuant la ciutat. Wuhan ocupa una superfície de 8.494,91 km² majoritàriament plans amb algun turó i nombrosos llacs.
El clima de Wuhan és subtropical humit amb abundants precipitacions i quatre estacions diferenciades. Wuhan és coneguda pels seus estius humits i xafogosos, amb punts de rosada que sovint assoleixen 26 °C o més. A causa dels seus estius calorosos, Wuhan es coneix com una de les Tres Calderes de la Xina, juntament amb Nanjing i Chongqing. La primavera i la tardor en general són temperades mentre que l'hivern és fred amb nevades ocasionals. Els darrers trenta anys, la mitjana anual de precipitació és de 1.269 mm, principalment de juny a agost; la temperatura anual és de 15.8 °C-17.5 °C, el període anual sense gebre és de 211 a 272 dies i el total de llum solar anual és de 1.810 a 2.100 hores.

## Història
L'àrea va ser poblada per primera vegada fa més de 3.000 anys. Durant la dinastia Han, Hanyang va esdevenir un port bastant concorregut. El segle iii dC va tenir lloc als penya-segats de la rodalia la batalla dels penya-segats vermells, una de les batalles més famoses de la història de la Xina i un esdeveniment central del Romanç dels Tres Regnes. Durant aquell període es van construir les muralles per protegir Hanyang (206 dC) i Wuchang (223 dC). L'últim esdeveniment estableix la fundació de Wuhan. El 223 dC, es va construir la Pagoda de la Grua Groga a la banda de Wuchang del riu Iang-Tsé. Cui Hao, un cèlebre poeta de la dinastia Tang, va visitar la construcció a principis del segle viii. El seu poema va fer de l'edifici el més conegut del sud de la Xina. La ciutat ha tingut anomenada com a centre artístic (especialment poesia) i estudis intel·lectuals. Sota els governants mongols (dinastia Yuan), Wuchang va obtenir l'estatus de capital provincial. Durant els últims 300 anys aproximadament, Hankou ha esdevingut una de les quatre ciutats comercials més grans del país.

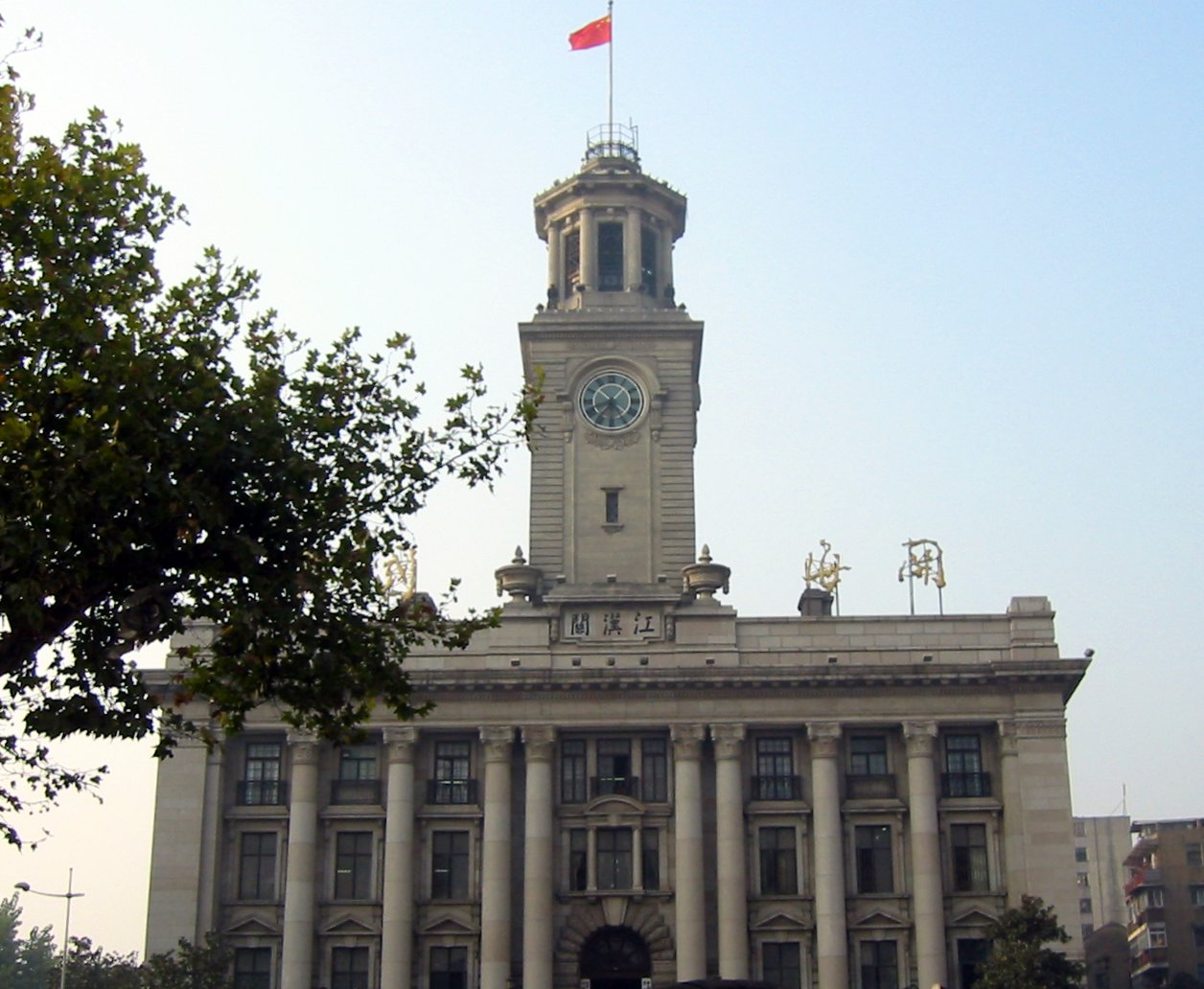
Casa de la duana de Wuhan

A final del segle xix es van construir ferrocarrils que creuaven la ciutat de nord a sud i que més endavant van convertir-se en un important punt de transbordament entre el tren i el trànsit fluvial. En aquesta època diverses potències estrangeres van obtenir concessions mercantils que van acabar per dividir el passeig del riu de Hankou en diversos districtes mercantils sota control estranger. En aquests districtes hi havia empreses comercials, oficines, magatzems i molls.
El 1911, els seguidors de Sun Yat-sen van iniciar l'aixecament de Wuchang que va provocar la caiguda de la dinastia Qing i la fundació de la República de la Xina. Wuhan va ser la capital del govern d'esquerres del Kuomintang liderat per Wang Jingwei en oposició a Chiang Kai-shek durant la dècada de 1920.
El 1938, Wuhan i rodalia van esdevenir el camp de batalla de la batalla de Wuhan, un seriós conflicte durant la Segona Guerra Sinojaponesa. Després de ser presa pels japonesos el 1938, Wuhan esdevingué un dels grans centres logístics japonesos al sud de la Xina. El desembre de 1944, la ciutat va ser severament destruïda pels bombardejos aeris de la Catorzena Força Aèrea dels Estats Units. El 1967, la ciutat va patir diverses lluites civils de resultes de la tensió produïda per la Revolució Cultural i que es coneix com l'incident de Wuhan.
La ciutat ha patit nombroses inundacions que hom creu que podrà controlar en el futur amb la construcció de la presa de les Tres Gorges.

## Divisions administratives

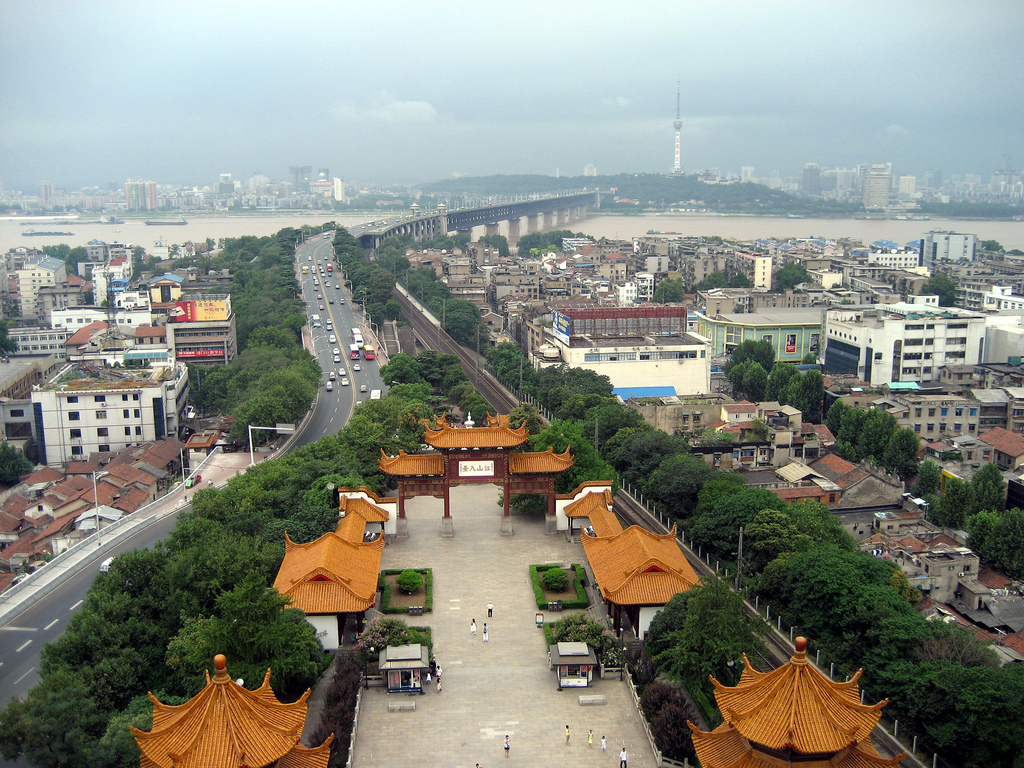
Vista en direcció oest cap al Turó de la Tortuga des de la Pagoda de la Grua Groga

La ciutat de Wuhan té jurisdicció directe sobre 13 districtes (区 qu):
|               |              |  |                           |                           |
| Wuhan Ciutat  | Wuhan Ciutat |  | Afores de Wuhan i rodalia | Afores de Wuhan i rodalia |
| ■ Jiang'an-qu | 江岸区       |  | ■ Hongshan-qu             | 洪山区                    |
| ■ Jianghan-qu | 江汉区       |  | ■ Caidian-qu              | 蔡甸区                    |
| ■ Qiaokou-qu  | 硚口区       |  | ■ Dongxihu-qu             | 东西湖区                  |
| ■ Hanyang-qu  | 汉阳区       |  | ■ Hannan-qu               | 汉南区                    |
| ■ Wuchang-qu  | 武昌区       |  | ■ Jiangxia-qu             | 江夏区                    |
| ■ Qingshan-qu | 青山区       |  | ■ Huangpi-qu              | 黄陂区                    |
|               |              |  | ■ Xinzhou-qu              | 新洲区                    |

Juntament amb tres districtes de desenvolupament econòmic:
1. Districte de Desenvolupament Econòmic i Tecnòlogic de Wuhan (武汉经济技术开发区)
2. Districte de Noves Tecnologies de Donghu (东湖新技术开发区)
3. Districte d'Inversions de Wujiashan Taiwan (吴家山台商投资区)

## Transport

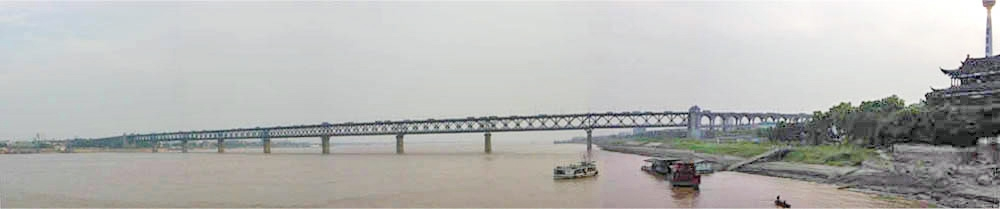
El Primer Pont de Wuhan, mirant riu amunt.

### Ponts
Wuhan té tres ponts que travessen el riu Iang-Tsé, construïts el 1957, 1995 i 2000. El Primer Pont, anomenat així, construït el 1957 amb ajuda de la Unió Soviètica, té una via fèrria de doble via al nivell inferior i una carretera de quatre carrils al superior. Els altres dos, de 1995 i 2000, tenen sis carrils i capacitat per a 50.000 vehicles diaris cadascun. Les longituds respectives són 1.680, 4.687 i 3.586 m.

### Ferrocarril
El nucli urbà de Wuhan té dues estacions situades als districtes de Hankou i Wuchang. El 2006 es va engegar la construcció d'una nova estació de ferrocarril amb 11 andanes.

### Metro

Xarxa de metro de Wuhan

El setembre de 2004, Wuhan va convertir-se en la sisena ciutat xinesa que tenia metro, després de Pequín, Tianjin, Xangai, Canton i Shenzhen. Consta de 10 estacions al llarg de poc més de 10 km i és de pas elevat (metro lleuger). Circula de Huangpu a Zongguan, al districte de Hankou. Està dissenyat per a suportar freqüències de pas de només 90 segons i funciona sense conductor.

### Aeroport
Inaugurat l'abril de 1995, i situat a 26 km al nord de la ciutat, l'Aeroport Internacional de Wuhan Tianhe és un dels aeroports amb més trànsit del centre de la Xina. Ha estat seleccionat com el quart aeroport internacional d'enllaç de la Xina després dels de Pequín, Xangai-Pudong i Guangzhou-Baiyun. El març de 2008 va finalitzar la construcció d'una segona terminal.

### Autopistes
Per Wuhan hi passen les següents autopistes:
- G107, de 2.698 km. Va de Pequín (1.333 km al nord) a Shenzhen (1.365 km al sud), Guangdong.
- G316, de 2.915 km. Va de Fuzhou (1.074 km al sud-est), Fujian; a Lanzhou (1.841 km al nord-oest), Gansu.
- G318, de 5.476 km. Va de Xangai (979 km a l'est) a Zhangmu (4.497 km a l'oest), Tibet.

## Economia
El PIB de Wuhan és de 3.960 milions de iuans (580M $, 415M €) i el PIB per capita d'uns 44.000 ¥ (6.450 $, 4.615 €), dades del 2008. El mateix any, el sou net mitjà era de 16.360 ¥ (2.398 $, 1.716 €).
Actualment, Wuhan ha atret unes 50 empreses franceses, més que cap altra ciutat del país, que suposa més d'un terç de la inversió de França a la Xina.
Wuhan és un important centre econòmic, comercial, financer, de transport, TIC i educatiu del centre de la Xina. Disposa d'una important i moderna indústria manufacturera que inclou la informació fotònica, components clau de l'automòbil, acer, farmacèutica, enginyeria biològica, nous materials i de protecció mediambiental. A més a més, la ciutat compta amb 35 centres d'educació superior, zones de desenvolupament i nombrosos vivers d'empreses. Els sòlids coneixements de ciència i tecnologia la situen a la tercera posició del país.

## Educació superior i universitària

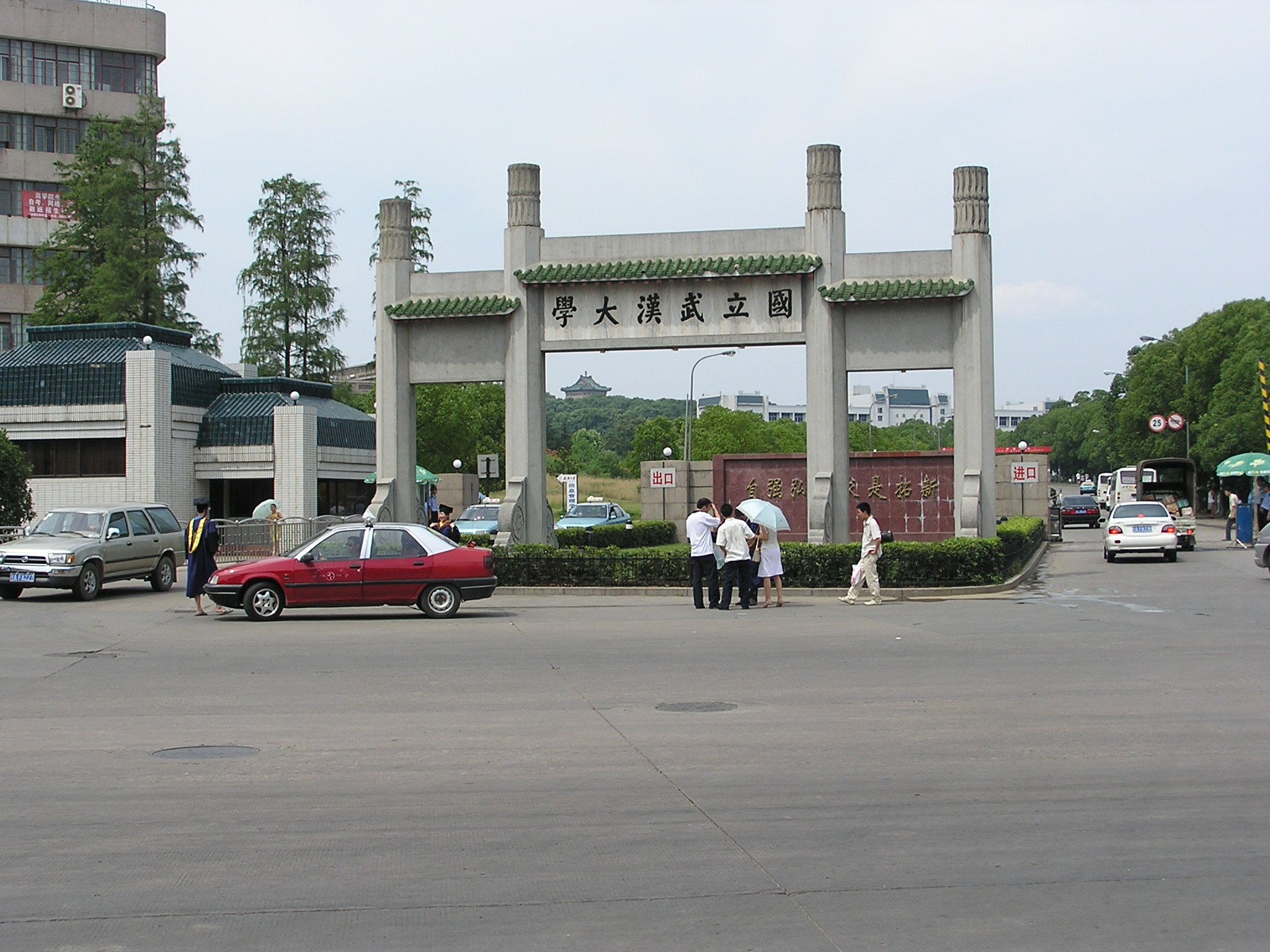
Entrada del campus principal de la Universitat de Wuhan

Wuhan és el centre científic i educatiu del centre de la Xina, amb 35 centres d'educació superior com la Universitat de Wuhan i la Universitat de Ciència i Tecnologia Huazhong, amb experts i investigadors en tots els camps científics i tecnològics. Ocupa la tercera posició de la Xina en valoració científica gràcies a tres àrees nacionals de desenvolupament, quatre parcs científics i de desenvolupament tecnològic, nombrosos vivers d'empreses, més de 350 instituts de recerca, 1.470 empreses d'alta tecnologia i més de 400.000 especialistes i personal tècnic. Hi ha vuit instituts superiors i universitats nacionals i catorze de públics.

## Llengua
La llengua que es parla a Wuhan és el xinès mandarí. La varietat de Wuhan es va arribar a proposar com a la base idònia d'un dialecte xinès estàndard, ja que comparteix alguns elements del xinès meridional.

## Ciutats agermanades
- Adelaida, Austràlia, des del juliol de 2007
- Arnhem, Països Baixos, des del juny de 1999
- Bordeus, França, des del 18 de juny de 1998
- Borlänge, Suècia, des del setembre de 2007
- Cheongju, Corea del Sud, des del 29 d'octubre de 2000
- Christchurch, Nova Zelanda, des del 4 d'abril de 2006
- Duisburg, Alemanya, des del 8 d'octubre de 1982
- Galaţi, Romania, des del 12 d'agost de 1987
- Győr, Hongria, des del 19 d'octubre de 1995
- Khartoum, Sudan, des del 27 de setembre de 1995
- Kíev, Ucraïna, des del 19 d'octubre de 1990
- Manchester, Regne Unit, des del 16 de setembre de 1986
- Markham, Canadà, des del 12 de setembre de 2006
- Ōita, Japó, des del 7 de setembre de 1979
- Pittsburgh, Estats Units, des del 8 de setembre de 1982
- Porsgrunn, Noruega, des del juny de 2004
- Sankt Pölten, Àustria, des del 20 de desembre de 2005
- Saint Louis, Estats Units, des del setembre de 2004
- Asdod, Israel, des de l'octubre de 2009